# Eleições legislativas portuguesas de 1980 no distrito de Beja
| Eleições legislativas portuguesas de 1980 Distritos: Aveiro \| Beja \| Braga \| Bragança \| Castelo Branco \| Coimbra \| Évora \| Faro \| Guarda \| Leiria \| Lisboa \| Portalegre \| Porto \| Santarém \| Setúbal \| Viana do Castelo \| Vila Real \| Viseu \| Açores \| Madeira \| Estrangeiro |

## Resultados por Concelho
Os resultados nos concelhos do Distrito de Beja foram os seguintes:

### Aljustrel
| Partido                 | Partido                           | Votos | %               | +/-  |
| ----------------------- | --------------------------------- | ----- | --------------- | ---- |
|                         | Aliança Povo Unido                | 4 922 | 55,54 / 100,00  | 3,33 |
|                         | Frente Republicana e Socialista   | 1 922 | 21,69 / 100,00  | 1,65 |
|                         | Aliança Democrática               | 1 397 | 15,76 / 100,00  | 3,71 |
|                         | União Democrática Popular         | 118   | 1,33 / 100,00   | 0,46 |
|                         | Partido Socialista Revolucionário | 99    | 1,12 / 100,00   | 0,69 |
|                         | POUS-PST                          | 91    | 1,03 / 100,00   | -    |
|                         | Outros                            | 128   | 1,45 / 100,00   |      |
| Votos Inválidos         | Votos Inválidos                   | 185   | 2,08 / 100,00   | 0,03 |
| Total                   | Total                             | 8 862 | 100,00 / 100,00 |      |
| Eleitorado/Participação | Eleitorado/Participação           | 9 844 | 90,02 / 100,00  | 1,94 |

### Almodôvar
| Partido                 | Partido                           | Votos | %               | +/-  |
| ----------------------- | --------------------------------- | ----- | --------------- | ---- |
|                         | Frente Republicana e Socialista   | 2 257 | 37,50 / 100,00  | 0,25 |
|                         | Aliança Democrática               | 1 602 | 26,62 / 100,00  | 2,94 |
|                         | Aliança Povo Unido                | 1 552 | 25,79 / 100,00  | 4,92 |
|                         | POUS-PST                          | 138   | 2,29 / 100,00   | -    |
|                         | Partido Trabalhista               | 92    | 1,53 / 100,00   | Novo |
|                         | Partido Socialista Revolucionário | 69    | 1,15 / 100,00   | 0,05 |
|                         | Outros                            | 144   | 2,39 / 100,00   |      |
| Votos Inválidos         | Votos Inválidos                   | 164   | 2,73 / 100,00   | 0,88 |
| Total                   | Total                             | 6 018 | 100,00 / 100,00 |      |
| Eleitorado/Participação | Eleitorado/Participação           | 7 854 | 76,62 / 100,00  | 2,10 |

### Alvito
| Partido                 | Partido                           | Votos | %               | +/-  |
| ----------------------- | --------------------------------- | ----- | --------------- | ---- |
|                         | Aliança Povo Unido                | 878   | 43,02 / 100,00  | 2,93 |
|                         | Aliança Democrática               | 634   | 31,06 / 100,00  | 3,74 |
|                         | Frente Republicana e Socialista   | 364   | 17,83 / 100,00  | 0,86 |
|                         | POUS-PST                          | 30    | 1,47 / 100,00   | -    |
|                         | Partido Socialista Revolucionário | 26    | 1,27 / 100,00   | 0,53 |
|                         | União Democrática Popular         | 22    | 1,08 / 100,00   | 0,49 |
|                         | Outros                            | 30    | 1,47 / 100,00   |      |
| Votos Inválidos         | Votos Inválidos                   | 57    | 2,80 / 100,00   | 0,93 |
| Total                   | Total                             | 2 041 | 100,00 / 100,00 |      |
| Eleitorado/Participação | Eleitorado/Participação           | 2 292 | 89,05 / 100,00  | 0,81 |

### Barrancos
| Partido                 | Partido                           | Votos | %               | +/-  |
| ----------------------- | --------------------------------- | ----- | --------------- | ---- |
|                         | Aliança Povo Unido                | 487   | 38,41 / 100,00  | 5,26 |
|                         | Frente Republicana e Socialista   | 467   | 36,83 / 100,00  | 0,46 |
|                         | Aliança Democrática               | 177   | 13,96 / 100,00  | 2,89 |
|                         | POUS-PST                          | 31    | 2,44 / 100,00   | -    |
|                         | Partido Socialista Revolucionário | 26    | 2,05 / 100,00   | 0,69 |
|                         | Outros                            | 33    | 2,60 / 100,00   |      |
| Votos Inválidos         | Votos Inválidos                   | 47    | 3,71 / 100,00   | 0,28 |
| Total                   | Total                             | 1 268 | 100,00 / 100,00 |      |
| Eleitorado/Participação | Eleitorado/Participação           | 1 649 | 76,90 / 100,00  | 5,69 |

### Beja
| Partido                 | Partido                           | Votos  | %               | +/-  |
| ----------------------- | --------------------------------- | ------ | --------------- | ---- |
|                         | Aliança Povo Unido                | 12 120 | 47,96 / 100,00  | 3,86 |
|                         | Aliança Democrática               | 5 892  | 23,32 / 100,00  | 2,48 |
|                         | Frente Republicana e Socialista   | 5 237  | 20,72 / 100,00  | 0,42 |
|                         | União Democrática Popular         | 504    | 1,99 / 100,00   | 0,63 |
|                         | Partido Socialista Revolucionário | 279    | 1,10 / 100,00   | 0,55 |
|                         | Outros                            | 639    | 2,52 / 100,00   |      |
| Votos Inválidos         | Votos Inválidos                   | 599    | 2,37 / 100,00   | 0,02 |
| Total                   | Total                             | 25 270 | 100,00 / 100,00 |      |
| Eleitorado/Participação | Eleitorado/Participação           | 28 386 | 89,02 / 100,00  | 2,07 |

### Castro Verde
| Partido                 | Partido                           | Votos | %               | +/-  |
| ----------------------- | --------------------------------- | ----- | --------------- | ---- |
|                         | Aliança Povo Unido                | 2 703 | 57,33 / 100,00  | 2,87 |
|                         | Aliança Democrática               | 818   | 17,35 / 100,00  | 4,19 |
|                         | Frente Republicana e Socialista   | 761   | 16,14 / 100,00  | 2,81 |
|                         | União Democrática Popular         | 84    | 1,78 / 100,00   | 0,65 |
|                         | POUS-PST                          | 79    | 1,68 / 100,00   | -    |
|                         | Partido Socialista Revolucionário | 55    | 1,17 / 100,00   | 0,51 |
|                         | Outros                            | 84    | 1,79 / 100,00   |      |
| Votos Inválidos         | Votos Inválidos                   | 131   | 2,78 / 100,00   | 0,49 |
| Total                   | Total                             | 4 715 | 100,00 / 100,00 |      |
| Eleitorado/Participação | Eleitorado/Participação           | 5 989 | 78,73 / 100,00  | 5,37 |

### Cuba
| Partido                 | Partido                         | Votos | %               | +/-  |
| ----------------------- | ------------------------------- | ----- | --------------- | ---- |
|                         | Aliança Povo Unido              | 2 316 | 55,50 / 100,00  | 4,49 |
|                         | Aliança Democrática             | 875   | 20,97 / 100,00  | 4,95 |
|                         | Frente Republicana e Socialista | 691   | 16,56 / 100,00  | 0,66 |
|                         | União Democrática Popular       | 42    | 1,01 / 100,00   | 0,33 |
|                         | Outros                          | 147   | 3,52 / 100,00   |      |
| Votos Inválidos         | Votos Inválidos                 | 102   | 2,45 / 100,00   | 0,23 |
| Total                   | Total                           | 4 173 | 100,00 / 100,00 |      |
| Eleitorado/Participação | Eleitorado/Participação         | 4 596 | 90,80 / 100,00  | 0,58 |

### Ferreira do Alentejo
| Partido                 | Partido                           | Votos | %               | +/-  |
| ----------------------- | --------------------------------- | ----- | --------------- | ---- |
|                         | Aliança Povo Unido                | 3 642 | 47,41 / 100,00  | 3,13 |
|                         | Aliança Democrática               | 1 882 | 24,50 / 100,00  | 7,53 |
|                         | Frente Republicana e Socialista   | 1 533 | 19,96 / 100,00  | 5,77 |
|                         | POUS-PST                          | 115   | 1,50 / 100,00   | -    |
|                         | Partido Socialista Revolucionário | 92    | 1,20 / 100,00   | 0,26 |
|                         | Outros                            | 197   | 2,57 / 100,00   |      |
| Votos Inválidos         | Votos Inválidos                   | 221   | 2,87 / 100,00   | 0,27 |
| Total                   | Total                             | 7 682 | 100,00 / 100,00 |      |
| Eleitorado/Participação | Eleitorado/Participação           | 8 725 | 88,05 / 100,00  | 1,29 |

### Mértola
| Partido                 | Partido                           | Votos | %               | +/-  |
| ----------------------- | --------------------------------- | ----- | --------------- | ---- |
|                         | Aliança Povo Unido                | 4 110 | 55,14 / 100,00  | 2,26 |
|                         | Aliança Democrática               | 1 366 | 18,33 / 100,00  | 2,24 |
|                         | Frente Republicana e Socialista   | 1 213 | 16,27 / 100,00  | 2,76 |
|                         | POUS-PST                          | 147   | 1,97 / 100,00   | -    |
|                         | Partido Socialista Revolucionário | 120   | 1,61 / 100,00   | 0,78 |
|                         | PCTP/MRPP                         | 86    | 1,15 / 100,00   | 0,76 |
|                         | Outros                            | 189   | 2,54 / 100,00   |      |
| Votos Inválidos         | Votos Inválidos                   | 223   | 2,99 / 100,00   | 0,25 |
| Total                   | Total                             | 7 454 | 100,00 / 100,00 |      |
| Eleitorado/Participação | Eleitorado/Participação           | 9 507 | 78,41 / 100,00  | 2,36 |

### Moura
| Partido                 | Partido                           | Votos  | %               | +/-  |
| ----------------------- | --------------------------------- | ------ | --------------- | ---- |
|                         | Aliança Povo Unido                | 5 630  | 45,42 / 100,00  | 6,23 |
|                         | Frente Republicana e Socialista   | 2 947  | 23,77 / 100,00  | 0,83 |
|                         | Aliança Democrática               | 2 585  | 20,85 / 100,00  | 3,47 |
|                         | Partido Socialista Revolucionário | 217    | 1,75 / 100,00   | 0,79 |
|                         | POUS-PST                          | 206    | 1,66 / 100,00   | -    |
|                         | União Democrática Popular         | 134    | 1,08 / 100,00   | 0,72 |
|                         | PCTP/MRPP                         | 128    | 1,03 / 100,00   | 0,59 |
|                         | Outros                            | 147    | 1,18 / 100,00   |      |
| Votos Inválidos         | Votos Inválidos                   | 402    | 3,24 / 100,00   | 0,05 |
| Total                   | Total                             | 12 396 | 100,00 / 100,00 |      |
| Eleitorado/Participação | Eleitorado/Participação           | 15 359 | 80,71 / 100,00  | 4,82 |

### Odemira
| Partido                 | Partido                           | Votos  | %               | +/-  |
| ----------------------- | --------------------------------- | ------ | --------------- | ---- |
|                         | Aliança Povo Unido                | 8 860  | 45,41 / 100,00  | 2,28 |
|                         | Aliança Democrática               | 4 253  | 21,80 / 100,00  | 2,00 |
|                         | Frente Republicana e Socialista   | 3 839  | 19,68 / 100,00  | 2,43 |
|                         | POUS-PST                          | 554    | 2,84 / 100,00   | -    |
|                         | Partido Socialista Revolucionário | 382    | 1,96 / 100,00   | 0,23 |
|                         | União Democrática Popular         | 276    | 1,41 / 100,00   | 0,49 |
|                         | Partido Trabalhista               | 273    | 1,40 / 100,00   | Novo |
|                         | PCTP/MRPP                         | 269    | 1,38 / 100,00   | 0,63 |
|                         | Outros                            | 118    | 0,60 / 100,00   |      |
| Votos Inválidos         | Votos Inválidos                   | 687    | 3,52 / 100,00   | 0,37 |
| Total                   | Total                             | 19 511 | 100,00 / 100,00 |      |
| Eleitorado/Participação | Eleitorado/Participação           | 23 521 | 82,95 / 100,00  | 2,17 |

### Ourique
| Partido                 | Partido                           | Votos | %               | +/-  |
| ----------------------- | --------------------------------- | ----- | --------------- | ---- |
|                         | Aliança Povo Unido                | 1 940 | 37,08 / 100,00  | 3,02 |
|                         | Aliança Democrática               | 1 742 | 33,30 / 100,00  | 7,63 |
|                         | Frente Republicana e Socialista   | 1 007 | 19,25 / 100,00  | 7,28 |
|                         | POUS-PST                          | 128   | 2,45 / 100,00   | -    |
|                         | Partido Socialista Revolucionário | 79    | 1,51 / 100,00   | 0,58 |
|                         | PDC-MIRN/PDP-FN                   | 55    | 1,05 / 100,00   | 0,27 |
|                         | Partido Trabalhista               | 54    | 1,03 / 100,00   | Novo |
|                         | Outros                            | 89    | 1,70 / 100,00   |      |
| Votos Inválidos         | Votos Inválidos                   | 138   | 2,64 / 100,00   | 0,56 |
| Total                   | Total                             | 5 232 | 100,00 / 100,00 |      |
| Eleitorado/Participação | Eleitorado/Participação           | 6 450 | 81,12 / 100,00  | 0,92 |

### Serpa
| Partido                 | Partido                           | Votos  | %               | +/-  |
| ----------------------- | --------------------------------- | ------ | --------------- | ---- |
|                         | Aliança Povo Unido                | 6 518  | 48,45 / 100,00  | 2,41 |
|                         | Aliança Democrática               | 3 368  | 25,04 / 100,00  | 3,36 |
|                         | Frente Republicana e Socialista   | 2 517  | 18,71 / 100,00  | 2,10 |
|                         | POUS-PST                          | 176    | 1,31 / 100,00   | -    |
|                         | União Democrática Popular         | 149    | 1,11 / 100,00   | 0,46 |
|                         | Partido Socialista Revolucionário | 138    | 1,03 / 100,00   | 0,24 |
|                         | Outros                            | 254    | 1,89 / 100,00   |      |
| Votos Inválidos         | Votos Inválidos                   | 332    | 2,47 / 100,00   | 0,03 |
| Total                   | Total                             | 13 452 | 100,00 / 100,00 |      |
| Eleitorado/Participação | Eleitorado/Participação           | 16 013 | 84,01 / 100,00  | 3,73 |

### Vidigueira
| Partido                 | Partido                           | Votos | %               | +/-  |
| ----------------------- | --------------------------------- | ----- | --------------- | ---- |
|                         | Aliança Povo Unido                | 2 309 | 45,78 / 100,00  | 4,65 |
|                         | Frente Republicana e Socialista   | 1 241 | 24,60 / 100,00  | 1,29 |
|                         | Aliança Democrática               | 1 028 | 20,38 / 100,00  | 2,66 |
|                         | POUS-PST                          | 77    | 1,53 / 100,00   | -    |
|                         | Partido Socialista Revolucionário | 71    | 1,41 / 100,00   | 0,56 |
|                         | PCTP/MRPP                         | 59    | 1,17 / 100,00   | 0,58 |
|                         | Outros                            | 97    | 1,93 / 100,00   |      |
| Votos Inválidos         | Votos Inválidos                   | 162   | 3,21 / 100,00   | 0,65 |
| Total                   | Total                             | 5 044 | 100,00 / 100,00 |      |
| Eleitorado/Participação | Eleitorado/Participação           | 5 872 | 85,90 / 100,00  | 3,08 |